# Zbigniew Janeczek
Zbigniew Janeczek (ur. 1946) – polski grafik, wydawca i ilustrator książek.

## Życiorys
Początkowo zajmował się małą formą grafiki, stworzył ich kilkaset, głównie ekslibrisy. W latach 70. XX wieku pracował w Graficznej Pracowni Doświadczalnej przy Związku Polskich Artystów Plastyków. Równolegle latach 1970-1972 pracował jako nauczyciel zawodu w Państwowej Wyższej Szkole Sztuk Plastycznych w Łodzi (obecnie Akademia Sztuk Pięknych im. Władysława Strzemińskiego). W latach 80. członek grupy Correspondance des Arts. Od połowy lat 90. tworzy cykle grafik inspirowane Łodzią oraz Fromborkiem. Od 2003 roku mieszka w Eufeminowie, w roku 2007 został wybrany sołtysem tej wsi.